# Dróżnik (film)
Dróżnik (ang.: The Station Agent) – niezależny film amerykański w reżyserii Toma McCarthy’ego.

## Fabuła
Finbar „Fin” McBride, cierpiący na karłowatość, przeprowadza się na, otrzymaną w spadku po przyjacielu, starą stację kolejową. Tym samym ucieka przed docinkami i szyderstwem społeczeństwa. Po pewnym czasie, niejako wbrew swojej woli, zaprzyjaźnia się z prowadzącym pobliski bar, Joem Oramasem (Bobby Cannavale) oraz z Olivią Harris (Patricia Clarkson) – rozwódką przeżywającą śmierć dziecka. „Fin” szybko zaraża ich pasją do pociągów.

## Obsada
- Peter Dinklage – Finbar „Fin” McBride
- Patricia Clarkson – Olivia Harris
- Bobby Cannavale – Joe Oramas
- Michelle Williams – Emily
- Raven Goodwin – Cleo
- Paul Benjamin – Henry Styles

## Najważniejsze nagrody i nominacje

### Nagrody
- 2003: festiwal filmowy w San Sebastián – Tom McCarthy, SIGNIS Award
- 2003: festiwal filmowy w San Sebastián – Thomas McCarthy, nagroda Jury
- 2003: festiwal filmowy w Sztokholmie – Thomas McCarthy, nagroda publiczności
- 2003: Sundance Film Festival – Thomas McCarthy, nagroda publiczności
- 2003: Sundance Film Festival – Thomas McCarthy, najlepszy scenariusz
- 2003: Sundance Film Festival – Patricia Clarkson, najlepsza rola kobieca
- 2004: BAFTA – Thomas McCarthy, najlepszy scenariusz oryginalny
- 2004: Independent Spirit Awards – Thomas McCarthy, najlepszy scenariusz
- 2004: Independent Spirit Awards – nagroda Johna Cassavetesa
- 2004: Independent Spirit Awards – nagroda producentów filmowych

### Nominacje
- 2003: festiwal filmowy w San Sebastián – Thomas McCarthy, Złota Muszla
- 2003: Sundance Film Festival – Thomas McCarthy, najlepszy film
- 2004: Independent Spirit Awards – Peter Dinklage, najlepszy aktor
- 2004: Nagroda Satelita – Thomas McCarthy, najlepszy scenariusz
- 2004: Nagroda Satelita – Patricia Clarkson, najlepsza aktorka